# Mór Than
Dans le nom hongrois Than Mór, le nom de famille précède le prénom, mais cet article utilise l’ordre habituel en français Mór Than, où le prénom précède le nom.
Mór Than (né le 19 juin 1828 à Óbecse, aujourd’hui Bečej, en Serbie – mort le 11 mars 1899 à Trieste) est un peintre hongrois. Il est le frère du chimiste Károly Than.

## Biographie
Il fait ses études au lycée de Kalocsa, puis étudie la philosophie et le droit à Pest, tout en étant l'apprenti du peintre Miklós Barabás. Interrompant ses études, il devient peintre de guerre à côté de Görgey pendant la Révolution hongroise de 1848. Puis, pour des raisons médicales, il évite l'enrôlement dans les troupes impériales et devient juriste. Il dessine tout un album de sujets d'histoire hongroise et, après l'échec de la révolution, décide de se consacrer sérieusement à l'art. Il part pour Vienne, où il continue ses études sous la direction de Carl Rahl. En 1855, il va à Paris puis en Italie, et au début des années 1860, il revient en Hongrie, où il ouvre un atelier.
À partir de 1864, il travaille avec Károly Lotz aux peintures murales du Vigadó de Pest puis, à partir de 1870, il réalise avec lui les peintures murales de l'escalier du Musée national hongrois. En 1885, il s'établit en Italie, d'où il revient en 1890 pour occuper le poste de secrétaire de la Société des Beaux-Arts (Országos Magyar Képzőművészeti Társulat). C'est ainsi qu'entre 1890 et 1896 il veille sur la collection de peintures du Musée national, puis il est pendant quelque temps, en 1896, directeur de la Galerie nationale du Musée des beaux-arts. Il meurt à Trieste.

## Galerie photographique

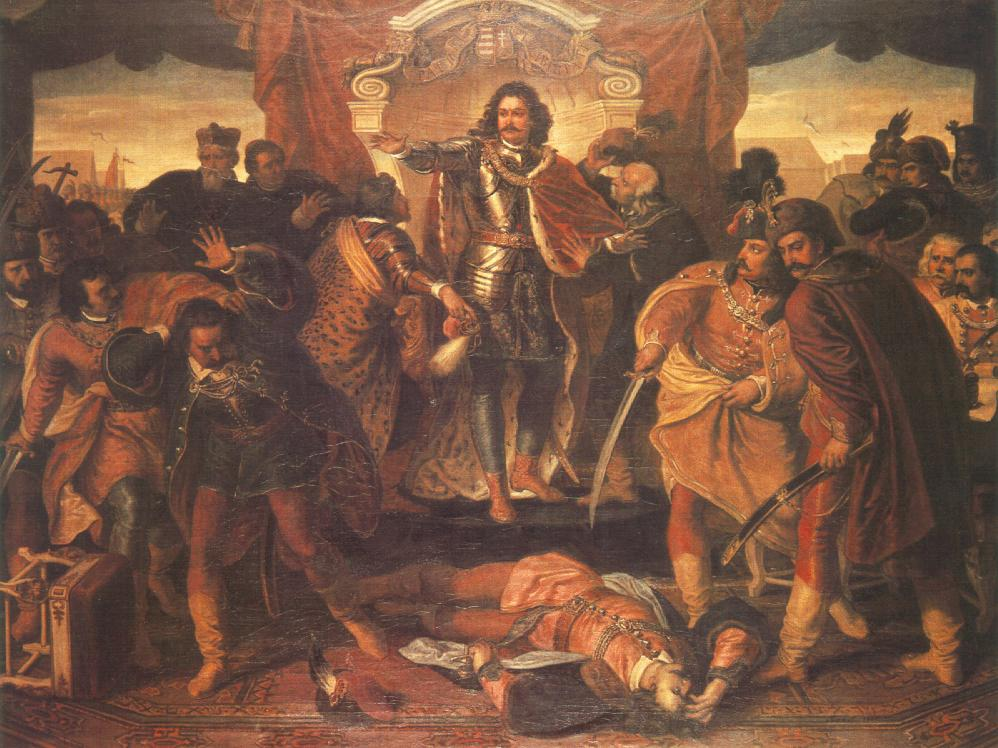
La Diète kuruc d'Ónod (Az ónodi országgyűlés) (Budapest, Parlement)
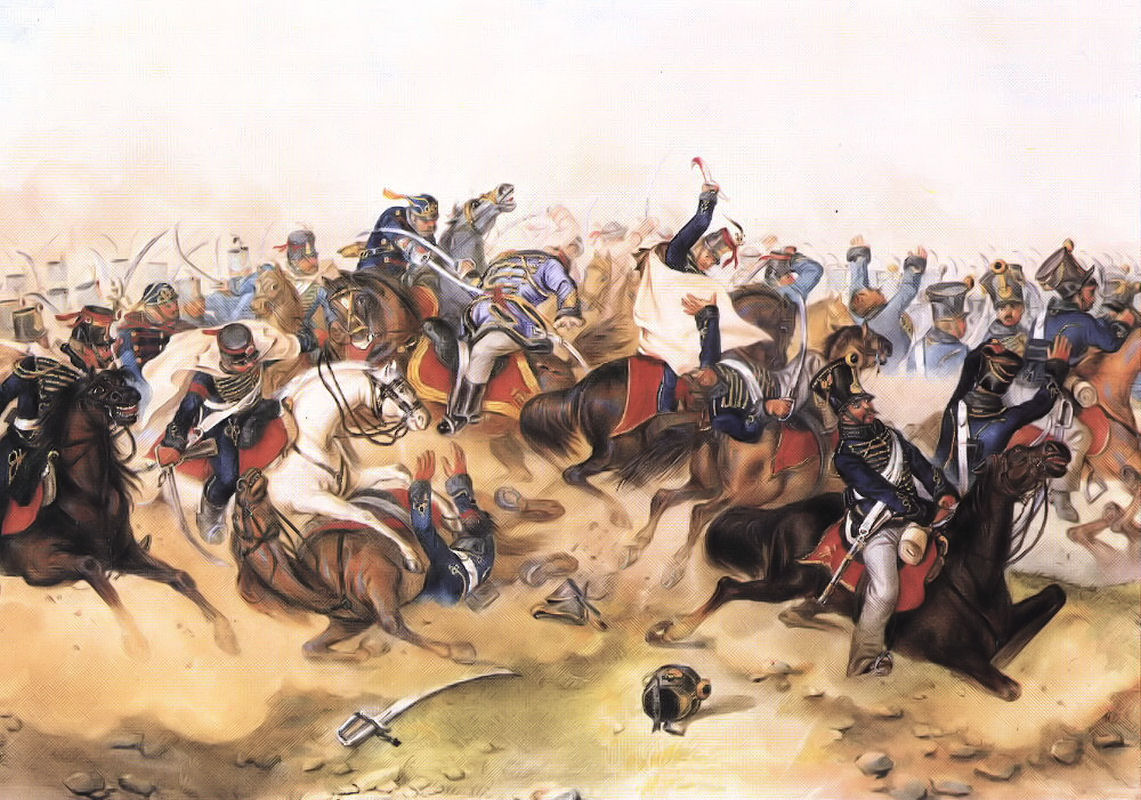
La Bataille de Tápióbicske (A tápióbicskei ütközet)
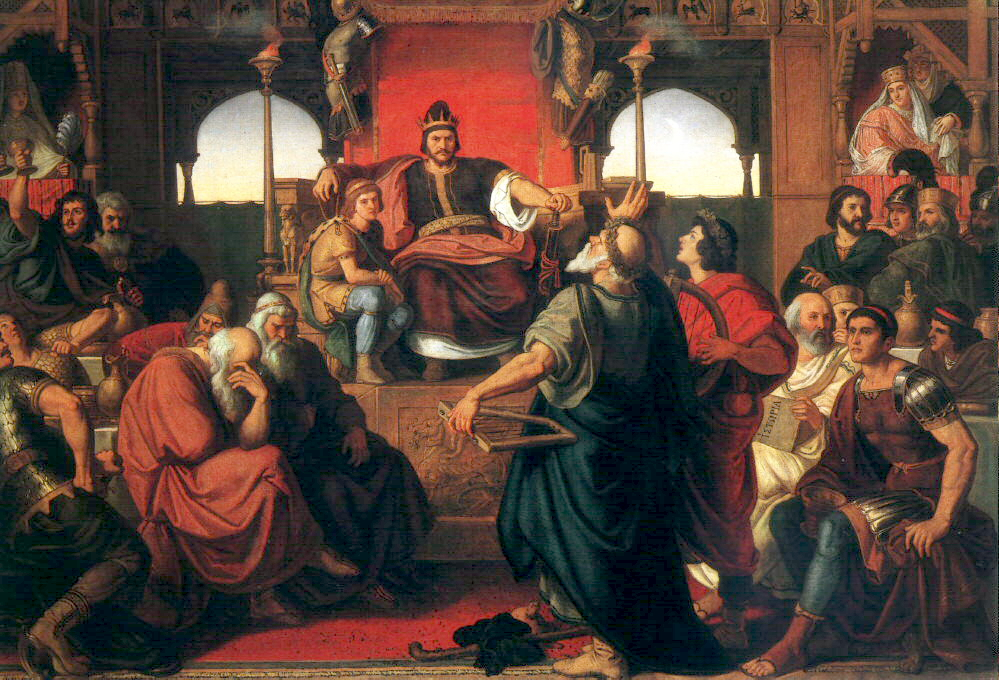
Le Festin d’Attila (Attila lakomája, 1870)